# Fläckig skriktrast
Fläckig skriktrast (Turdoides jardineii) är en fågel i familjen fnittertrastar inom ordningen tättingar. Den förekommer i skogslandskap och savann i östra och södra Afrika. Beståndet anses vara livskraftigt.

## Utseende och läte
Fläckig skriktrast är en brun trastliknande tätting med lysande gulorange öga, i södra delen av utbredningsområdet rödkantat. På huvud och bröst syns karakteristiska små pilspetsformade vita fläckar. Lätet beskrivs som ett gurglande "gra-gra-gra-gra-gra" som avges i grupp.

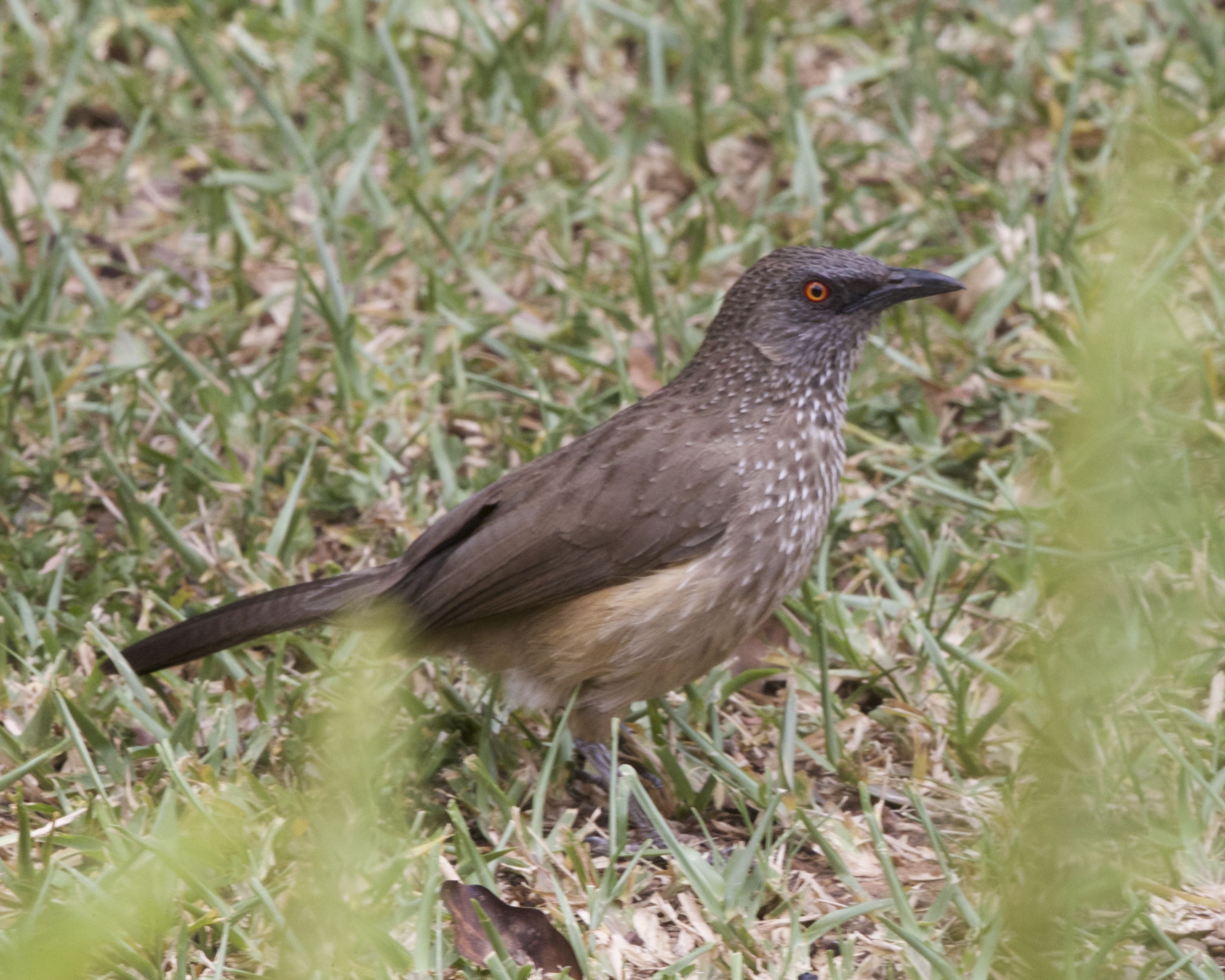

## Utbredning och systematik
Fläckig skriktrast förekommer i stora delar av Afrika söder om Sahara och delas in i sex underarter med följande utbredning:
- Turdoides jardineii emini – södra Kenya, nordvästra Tanzania, södra Uganda, Rwanda, Burundi, näraliggande Demokratiska republiken Kongo
- Turdoides jardineii kirkii – sydöstra Kenya till östra Tanzania, Malawi, östra Zambia och Moçambique
- Turdoides jardineii hyposticta – västra Angola till västra och södra Demokratiska republiken Kongo
- Turdoides jardineii tanganjicae – östra Angola till norra Zambia och sydöstra Demokratiska republiken Kongo
- Turdoides jardineii tamalakanei – norra Botswana, sydvästra Zambia och södra Angola
- Turdoides jardineii jardineii – norra och östra Sydafrika, Moçambique, Zimbabwe, centrala och nordvästra Zambia

## Levnadssätt
Fläckig skriktrast gittas i skogslandskap och savann där den födosöker efter insekter, spindlar och ryggradslösa djur på marken eller i låga buskar och träd. Arten är som andra skriktrastar mycket flockbunden. Den är den huvudsakliga värden för boparasiten strimmig skatgök.

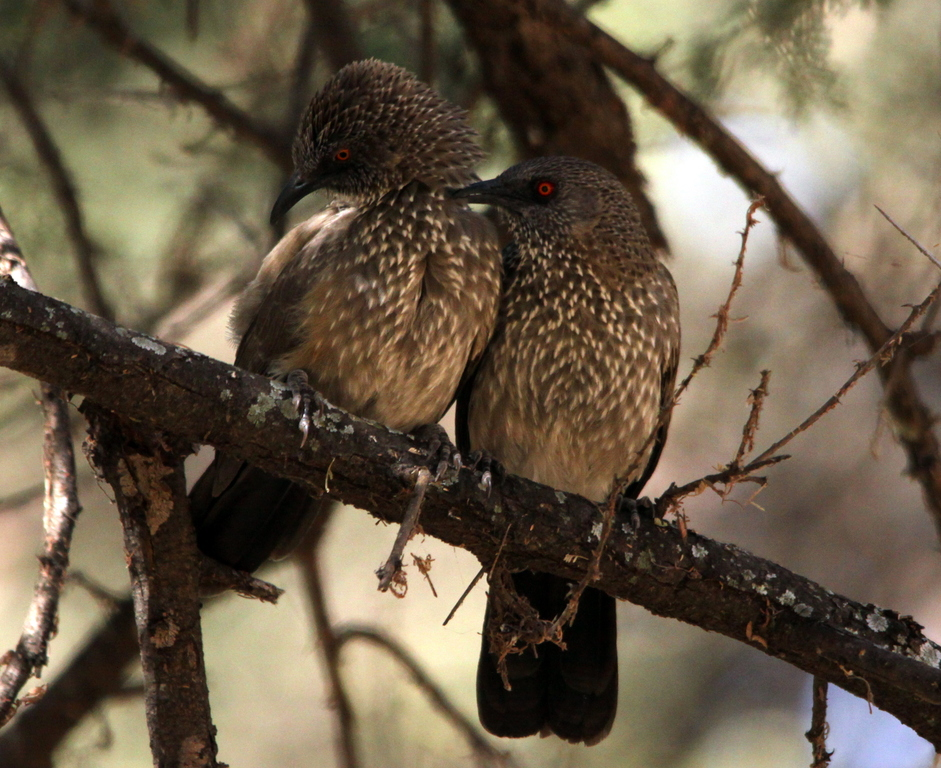
Liksom andra skriktrastar är fläckig skriktrast en social fågel. Här syns två individer putsa varandra.

## Status
Arten har ett stort utbredningsområde och beståndet anses stabilt. Internationella naturvårdsunionen IUCN listar den därför som livskraftig (LC).

## Namn
Fågelns vetenskapliga artnamn hedrar den skotske ornitologen William Jardine (1800-1874).